# Marisa Ferretti Barth
Pour les articles homonymes, voir Barth (homonymie).
Marisa Ferretti Barth, née le 28 avril 1931 à Ascoli Piceno, en Italie, et morte le 28 mars 2021, est une organisatrice communautaire et femme politique canadienne.

## Biographie
Marisa Ferretti Barth était une travailleuse sociale et organisatrice communautaire pendant plusieurs décennies avant sa nomination au Sénat. Elle a fondé 68 clubs de l'âge d'or pour les Italo-Canadiens ; elle a également aidé à fonder un club de l'âge d'or pour Sino-Canadiens à Montréal ainsi que des organisations de l'âge d'or pour d'autres groupes ethniques. Elle a fondé le Conseil régional des Italo-Canadiens de l'âge d'or, servant à titre de directrice exécutive depuis 1975 et elle a également été membre du conseil du Congrès national des Italo-canadiens dans les années 1980.
Elle a été nommée au Sénat le 22 septembre 1997 sur le conseil du premier ministre Jean Chrétien et représente la province de Québec. Elle a siégé pour le Parti libéral du Canada ; le 28 avril 2006, elle prend sa retraite obligatoire.

## Distinction
- Médaille de l'Assemblée nationale, 2009[2]